# Kemerovskij rajon
Il Kemerovskij rajon (in russo Кемеровский район?) è un rajon dell'Oblast' di Kemerovo, nella Russia asiatica; il capoluogo è Kemerovo. Istituito nel 1924, ricopre una superficie di 4.510 chilometri quadrati e consta di una popolazione di circa 44.000 abitanti.